# Marisa Valle Roso
Marisa Valle Roso (La Felguera, Langreo, 22 de diciembre de 1987) es una cantante y compositora española formada en la tonada asturiana.
En sus inicios musicales solía formar pareja artística con su hermano, Fernando Valle Roso.

## Trayectoria
Marisa Valle Roso comenzó su carrera musical en el año 2000, de la mano de Alfredo Canga, una de las voces de la tonada asturiana.

### Trayectoria en solitario
En 2011 publicó su primer álbum en solitario De lo fondero l’alma (De lo profundo del alma), en el que incluyó algunas de las canciones de tonada con las que participó en los concursos musicales. En este disco colaboraron el gaitero Pablo Carrera, el pianista Xaime Ariasy el guitarrista brasileño Rodrigo Sturm.
En 2015 realizó la gira “Marisa canta a…”. En ella, interpretaba versiones de artistas como Chavela Vargas, Leonard Cohen, Dulce Pontes o Mercedes Sosa, entre otros. En 2016 dio la gira “Suena la mina” que incluía una repertorio dedicado a la minería de diferentes puntos del mundo, con canciones de Víctor Jara, Violeta Parra o Camarón. Para el concierto de cierre del tour en el Teatro de la Universidad Laboral de Gijón, contó con la presencia en el escenario de varios artistas y grupos musicales como Nuberu, el Coro Minero de Turón, Ramón Prada o Víctor Manuel.
En 2017 grabó su segundo disco en solitario, Consciente, en el que abandonó la tonada y fusionó el folclore con géneros como el pop, indie, sonidos latinoamericanos o la canción de autor. Incluyó también versiones de temas de Chavela Vargas, Mercedes Sosa o Violeta Parra. En este disco, cantó también una canción a dúo con Rozalén, "Ser como soy". Además, contaba también con algunas composiciones de Víctor Manuel, Paco Cifuentes, el gaitero Pablo Carrera o la propia Valle Roso, además de con la participación del grupo Panderetas de Fitoria y el percusionista tradicional David Varela.
En 2018 escribió la canción "Títere o esclava", una denuncia de la violencia machista.
En 2025 presentó el tema "El tren de la libertad" dedicado a la movilización feminista de 2014 "El tren de la libertad" en defensa de los derechos sexuales y reproductivos en España iniciada desde Asturias por la Tertulia Feminista les Comadres.

### Colaboraciones
Los hermanos Valle Roso suelen hacer interpretaciones de tonada dialogada (como lo hiciera el propio Alfredo Canga junto con Diagmina Noval) y de tonada a dos voces. Juntos grabaron algunos discos junto con otros autores. 
En 2009, Marisa Valle Roso grabó el disco "Un pasu más" junto a su hermano Fernando Valle Roso. En él, fusionan el jazz con la tonada tradicional asturiana. En 2010 fue la encargada, junto con su hermano Fernando Valle Roso, de dar el concierto en el acto académico del Día de las Letras Asturianas. De 2014 a 2016, Valle Roso participó en la gira “50 años no es nada” de Víctor Manuel, compartiendo escenario con Ana Belén, Rozalén, Miguel Ríos, Joan Manuel Serrat, o Estopa, entre otros. También ha realizado colaboraciones musicales con el cantante marroquí Med Jbara o el grupo mierense Skanda, entre otros.

## Reconocimientos
A lo largo de su trayectoria, Valle Roso ha logrado numerosos reconocimientos y más de treinta premios en diversos certámenes de canción. Logró numerosos premios en los mejores concursos de canción asturiana: El Entrego (2003 y 2006), Gijón (2003 y 2004), Amieva (2004) y La Nueva (2005), en categoría juvenil; y La Nueva (2010 y 2011), Avilés (2007), Amieva (2007), El Entrego (2007 y 2008), Mieres (2008, 2010), La Nueva (2008) y Gijón (2008), en categoría absoluta. 
De 2006 a 2014 fue nombrada “Mejor Cantante del Año” dentro del Memorial Silvino Argüelles. En 2009 obtuvo el premio AMAS a la mejor voz.
En el 2008 ganó el Premio de la Crítica RPA en el apartado de Mejor voz del año. En el año 2010, Marisa ganó los tres primeros concursos de tonada del año: Cuenca del Caudal, El Entrego y Ciudad de Oviedo. En 2011 se alzó con el triunfo en la XIX edición del Concurso y Muestra de Folklore "Ciudad de Oviedo", seguida de Lorena Corripio y Laudelina Hortal González.
Con el disco De lo fondero l'alma ganó el Premio de la Crítica RPA al mejor Disco de Canción Asturiana de la RPA. A propósito de la presencia de una canción con tintes flamencos, Colombiana, Marisa declaró su admiración por el cantante gijonés Orestes Menéndez. Ya en el año 2012 Valle Roso logró el primer premio en el Concurso de Tonada Cuenca del Caudal, el de La Nueva y el de San Martín del Rey Aurelio.
En 2018 el diario La Nueva España la nombró "Asturiana del mes" por su renovación de la canción tradicional asturiana.

## Discografía en solitario
- “De lo fondero l'alma”. Every Good Song, 2011.[20]
- "Consciente". MVR. MVR001CD. 2017
- "El tren de la libertad". 2025[10]

## Otras colaboraciones
- "Asociación Intérpretes Canción Asturiana, A.I.C.A.: vol. IV". Fonográfica Asturiana. CSFA-322. 2002.
- “Canciones de mina”. Ámbitu. CD-AM005. 2003.
- “Con voz de mujer”. Instituto asturiano de la mujer. Publicaciones Ámbitu. D.L.: AS-0671/04. 2004.
- “Campeones XI Concurso de Canción Asturiana”. Fonográfica Asturiana. CSFA-377. 2006.
- “Asturianadas”. Fonográfica Asturiana. CD SFA-379. 2006.
- “La mina que nun cierra”. Libro-disco Foro por la Poesía de la Cuenca del Nalón. KRK EDICIONES, 2006.
- “Un pasu más”. El aguañaz. CDÑAZ 157. 2008.
- “Campeones XIII Concurso de Canción Asturiana”. Fonográfica Asturiana. CD. SFA-398. 2008.
- “Campeones XIV Concurso de Canción Asturiana”. Fonográfica Asturiana. CD. SFA-410. 2009.
- "Finalistas del XVI Concurso y Muestra de Folklore Ciudad de Oviedo". Ayuntamiento de Oviedo, Concejalía de Cultura, 2009.
- “25 clásiques de l'Asturianada”. El aguañaz. CDÑAZ 161. 2009.
- “Homenaje a Xuacu el de Sama”. Fonográfica Asturiana. CD. SFA-430. 2010
- “13 X Mánfer”. L'aguañaz. 2011
- "Campeones XVIII Concurso de Canción Asturiana". Fonográfica Asturiana. CD. SFA-449. 2013.
- "18". Alcanzar Producciones. CDALG033. 2013.
- "Campeones XIX de Canción Asturiana". Fonográfica Asturiana. CD. SFA-456. 2014.
- "50 años no es nada". Sony Music Entertainment España. 888750429223. 2014.
- "Concurso y Muestra de Folclore Ciudad de Oviedo: Carlos Jean not e olvidamos [sic]". Fonográfica Asturiana. CDSFA-461. 2014.
- "Cuenca del Caudal: 18.ª aniversario". A Mansalva Grupo. GAMCD003. 2015.

## Premios
| Concursos ganados por Marisa Valle Roso |                            |                         |  |
| Año                                     | Concurso                   | Observaciones           |  |
| 2003                                    | El Entrego                 | En categoría joven      |  |
| 2003                                    | Gijón                      | En categoría joven      |  |
| 2004                                    | Gijón                      | En categoría joven      |  |
| 2004                                    | Amieva                     | En categoría joven      |  |
| 2005                                    | La Nueva                   | En categoría joven      |  |
| 2006                                    | El Entrego                 | En categoría joven      |  |
| 2007                                    | Avilés                     |                         |  |
| 2007                                    | Amieva                     |                         |  |
| 2007                                    | El Entrego                 |                         |  |
| 2007                                    | La Nueva                   |                         |  |
| 2007                                    | Oviedo                     |                         |  |
| 2008                                    | El Entrego                 |                         |  |
| 2008                                    | Mieres                     |                         |  |
| 2008                                    | Gijón                      |                         |  |
| 2008                                    | Avilés                     |                         |  |
| 2008                                    | Oviedo                     | Renovación de la tonada |  |
| 2008                                    | La Nueva                   |                         |  |
| 2009                                    | Mieres                     |                         |  |
| 2009                                    | Mieres                     | Renovación de la tonada |  |
| 2009                                    | El Entrego                 |                         |  |
| 2009                                    | Amieva                     |                         |  |
| 2009                                    | Amieva                     | Renovación de la tonada |  |
| 2009                                    | Oviedo                     | Renovación de la tonada |  |
| 2010                                    | Mieres                     |                         |  |
| 2010                                    | La Nueva                   |                         |  |
| 2010                                    | Oviedo                     |                         |  |
| 2011                                    | La Nueva                   |                         |  |
| 2012                                    | Cuenca del Caudal          |                         |  |
| 2012                                    | La Nueva                   |                         |  |
| 2012                                    | San Martín del Rey Aurelio |                         |  |
| 2012                                    | Siero                      |                         |  |
| 2013                                    | La Nueva                   |                         |  |
| 2014                                    | Cuenca del Caudal          |                         |  |